# Innerrhoder Kulturpreis

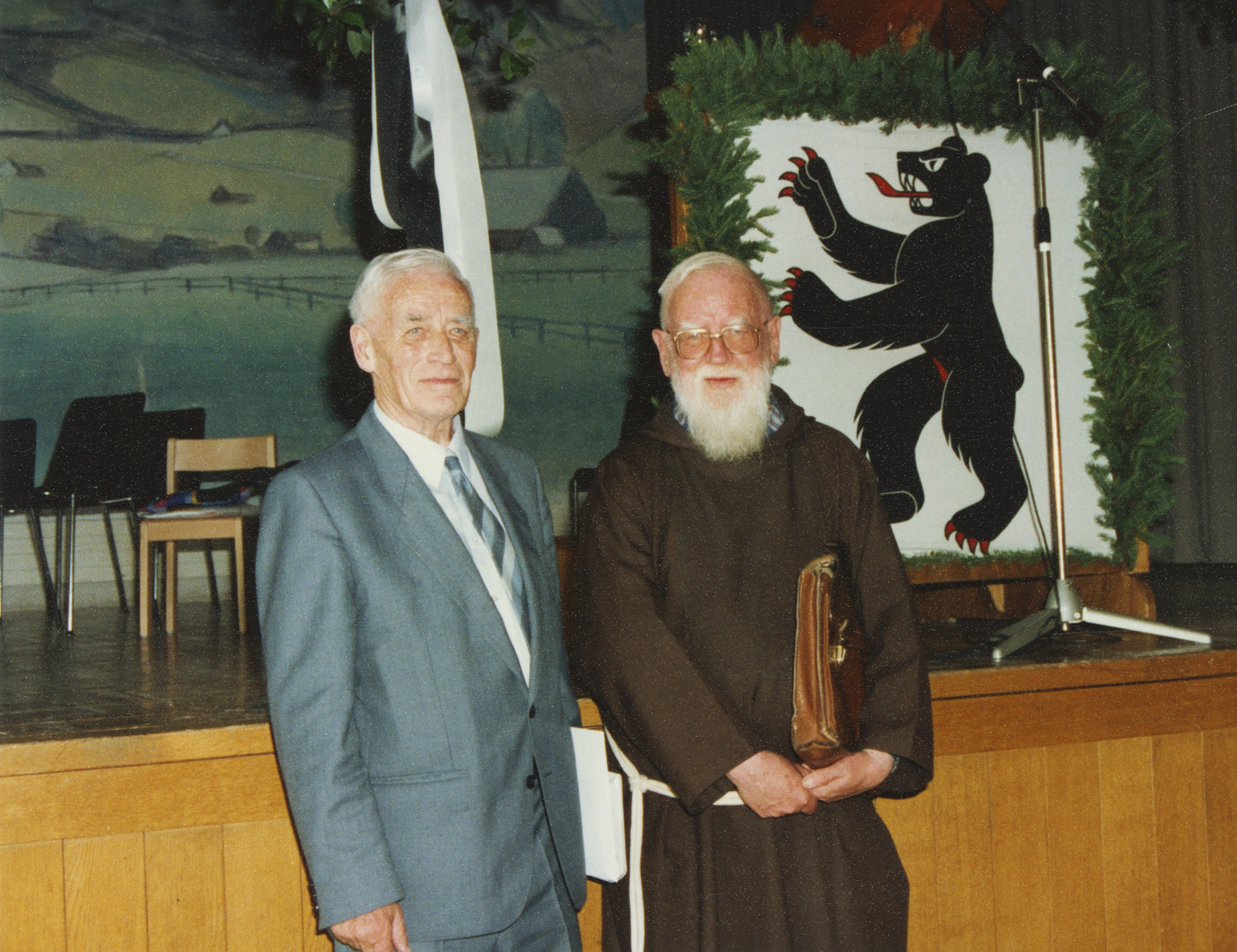
Der Innerrhoder Kulturpreis wurde 1993 gleich doppelt, nämlich an die beiden Historiker Hermann Grosser (links) und Pater Rainald Fischer, verliehen.

Der Innerrhoder Kulturpreis ist die höchste kulturelle Auszeichnung, die im Schweizer Kanton Appenzell Innerrhoden verliehen wird. Über die Vergabe, die in unregelmässigen Abständen erfolgt, entscheidet die kantonale Stiftung Pro Innerrhoden.

## Geschichte
Der Innerrhoder Kulturpreis wurde 1975 aufgrund eines Anstosses von aussen erstmals vergeben. Der Preisträger Josef Signer erhielt den Preis allerdings noch als Dank- und Anerkennungspreis verliehen. Erst seit 1979 ist offiziell vom Kulturpreis die Rede. Da sich Ende der 1990er-Jahre kaum mehr potentielle Kulturpreisträgerinnen und Kulturpreisträger aufdrängten, begann der Stiftungsrat der kantonalen Stiftung Pro Innerrhoden die Zukunft des Preises zu diskutieren. Man war sich schliesslich einig, dass der Kulturpreis ein «wichtiges Tätigkeitsfeld» der Stiftung darstellt und in Zukunft wieder intensiver gepflegt werden sollte. Seit 2007 wird der Preis wieder regelmässiger verliehen. Zudem schuf die Stiftung 2006 den so genannten «Anerkennungspreis» als kleinen Bruder des Kulturpreises. Mit ihm werden spontan und überraschend «herausragende kulturelle Leistungen» gewürdigt.

## Preisträger
- 1975: Josef Signer (Musik)
- 1979: Alfred Signer (Musik)
- 1983: Johann Manser (Volksmusikforschung)
- 1984: Carl Walter Liner (Bildende Kunst)
- 1986: Franz Stark (Geschichte)
- 1993: Hermann Grosser (Geschichte)
- 1993: Rainald Fischer (Kunstgeschichte)
- 1995: Josef Dobler (Volksmusik)
- 1996: Roswitha Doerig (Bildende Kunst)
- 2007: Sibylle Neff (Bauernmalerei / Volkskunst)
- 2008: Alfred Broger (Bildende Kunst)
- 2009: Dölf Mettler (Volksmusik / Bauernmalerei / Volkskunst)
- 2010: Adalbert Fässler (Bildende Kunst)
- 2010: Albert Manser (Bauernmalerei / Volkskunst)
- 2012: Willi Keller (Bauernmalerei / Volkskunst)
- 2016: Engel-Chörli Appenzell (Volksmusik)
- 2019: Joe Manser (Dialekt- / Volksmusikforschung)
- 2021: Simon Enzler (Kabarett)

## Anerkennungspreisträger
- 2006: Pia und Rolf Sutter, Heidi und Manfred Meier (Leitungsteam Jungmusikantenlager)
- 2006: Ida Koller (Leiterin und Regisseurin Kinder-Weihnachtstheater)
- 2007: Daniel Bösch, Hanspeter Masina, Hans Sollberger und Stephan Streule (Leitungsteam Chor «Schuelegoofe vo Appezöll»)
- 2009: Karl Bauer (Leiter und Dirigent Gospelchor Appenzell)
- 2010: Johann Manser (Organist Pfarrkirche Appenzell)
- 2010: Stefan Holenstein (Dirigent Kirchenchor Appenzell)
- 2012: Lydia Koller (Handstickerin / Kursleiterin)
- 2013: Louise Dörig (Journalistin / Promoterin Roothuus Gonten)
- 2013: Marie Inauen (Trachtenschneiderin)
- 2015: Johann Kühnis (Pfarrer / Betreuer Jugendvereine)
- 2015: Martin Fischer (Höhlenforscher)
- 2016: Philipp Haas (OK-Präsident Appenzeller Ländlerfest)
- 2017: Agathe Nisple (Kunst- und Kulturvermittlerin)
- 2017: Mirta Ammann (Clownin, Musiktherapeutin und Liedermacherin)
- 2019: Albert Koller (Produktionsleiter Festspiele und Theater)
- 2021: Josef Küng (Historiker, Geschichtsforschung und -vermittlung)[3]
- 2022: Silvio Signer (Kulturvermittlung)[4]
- 2024: Verena Schiegg (Handstickerin)[5]